# フィリップ (パリ伯)
ルイ・フィリップ・アルベール・ドルレアン（Louis Philippe Albert d'Orléans, 1838年8月24日 - 1894年9月8日）は、フランス王ルイ・フィリップの孫。オルレアニスト（オルレアン派）らの支持によってフランス王位請求権者「フランス王フィリップ7世」とされた。

## 生涯
フランス（7月王政）国王ルイ・フィリップ1世の長男オルレアン公フェルディナン・フィリップと妃のヘレーネ・ツー・メクレンブルク＝シュヴェリーンの息子として、1838年8月24日にパリで生まれた。
パリ市とカペー家の先祖への敬意を込めて、嫡孫フィリップは、王からパリ伯（comte de Paris）の称号を授けられた。ルイ・フィリップの在位中、1842年に父が早世したため、第1王位継承者（プランス・ロワイヤル）となった。しかし1848年の2月革命でルイ・フィリップはイギリスへ追放された。パリ伯フィリップを母エレーヌの摂政のもとに王位に就かせようとする努力もなされたが、実現はせず、フィリップも母や弟シャルトル公ロベールとともに国外へ逃れた。
イングランドで教育を受けた後、南北戦争における北軍のジョージ・マクレラン将軍の部下として陸軍での経験を得た。
1871年の普仏戦争でフランス第二帝政敗戦後、同年の国民議会で議員になり、オルレアン家の没収された財産の返還が可決された。王政復活の大きなチャンスであったが、実現しなかった。
1873年にシャンボール伯をフランス・ブルボン家家長と認めたが、1883年にシャンボール伯が死去すると王位請求者になった。1886年6月11日にフランス王位請求者およびその相続人をフランス国外に追放する法律が成立すると、パリ伯はフランスから追放され、以降イングランドに住居を構えた。
1894年9月8日、バッキンガムシャーのストー・ハウスで死去した。

## 家族
1864年、ルイ・フィリップ王の末子モンパンシエ公アントワーヌ・ドルレアンの長女で、従妹に当たるマリー・イザベル（1848年 - 1919年）と結婚した。2人の間には4男4女が生まれた。
- アメリー（1865年 - 1951年） - ポルトガル王カルロス1世と結婚。
- ルイ・フィリップ・ロベール（1871年 - 1926年） - オルレアン公、オルレアン家家長。
- エレーヌ（1871年 - 1951年） - アオスタ公エマヌエーレ・フィリベルトと結婚。
- シャルル（1875年）
- イザベル（1878年 - 1961年） - 従兄のギーズ公ジャン（オルレアン家当主を継承）と結婚。
- ジャック（1880年 - 1881年）
- ルイーズ（1882年 - 1958年） - 両シチリア王子カルロ・タンクレーディと結婚。次女マリア・デ・ラス・メルセデスは前スペイン国王フアン・カルロス1世の母。
- フェルディナン（1884年 - 1924年）